# Cimetière Sainte-Marie (Le Havre)
Le cimetière Sainte-Marie est le plus grand cimetière de la ville du Havre en Seine-Maritime. Il s'étend sur quelque 28 hectares en ville haute, le long de la rue du 329e R.I. Son entrée principale se trouve 2 rue Eugène Landoas. Il a été aménagé en 1851 pour succéder au cimetière Saint-Roch devenu trop petit. La partie la plus ancienne se trouve à l'est du cimetière; il a été agrandi à plusieurs reprises entre 1875 et 1915. Cimetière monumental et paysager, il compte de nombreuses statues et mausolées sculptés. 
Il comprend également des carrés militaires français, belge, anglais et allemand de la Première Guerre mondiale, ainsi qu'un carré militaire anglais de la Seconde Guerre mondiale. Des victimes civiles des bombardements alliés qu'a subis la ville du Havre sont également enterrées sous des stèles militaires françaises.
Situé dans Le Havre Centre Est, il se trouve dans le quartier Sainte-Marie.

## Monuments
- Monument aux naufragés du paquebot La Bourgogne
- Monument aux sauveteurs
- Monument à Octave Crémazie
- Monument du Souvenir français
- Monument aux morts de la Guerre franco-allemande de 1870[3]
- Chapelle construite par Émile Platel en 1861 : elle est actuellement[Quand ?] en cours de restauration. Elle a un plan en croix grecque et un lanternon en briques.

## Personnalités enterrées
- Louis Archinard (1850-1932), général qui contribua à la conquête coloniale de l’Afrique occidentale par la France, pacificateur du Soudan français (actuel Mali) entre 1880 et 1893. (Division 51)
- Émile Blanchet (1886-1967), évêque de Saint-Dié de 1940 à 1946. (Division de la Chapelle)
- Louis Brindeau (1856-1936), magistrat, député de la Seine-Maritime, sénateur de la Seine-Maritime et maire du Havre.
- Amédée Cazavan (1803-1870), préfet de Haute-Garonne puis de Vendée en 1848. Républicain, il dirigea ensuite le Journal du Havre
- Édouard Corblet (1847-1913), armateur havrais propriétaire de quatre bateaux à vapeur qui s’associa à un Américain pour créer une flotte de grands voiliers destinés au transport du nickel de Nouvelle-Calédonie. Sa fille Germaine a épousé  René Coty.
- René Coty (1882-1962), 17e président de la République, et son épouse Germaine (1886-1955). (Division 51)
- Pierre Courant (1897-1965), avocat, député de la Seine-Maritime, maire du Havre et ancien ministre. (Division 39)
- Jules Durand (1880-1926)[4], syndicaliste docker charbonnier. Jules Durand est le seul citoyen français à avoir été condamné à mort pour fait de syndicalisme sous la république. Il mourra broyé par l'injustice, ne comprenant pas que son pays le considère coupable. Son action illustre une volonté d'élargir le syndicalisme à la grande masse des salariés moins qualifiés, et sa condamnation en 1910 illumine les faiblesses de l'institution judiciaire, sujette aux pressions des grandes fortunes, des médias, de juges trop fiers pour reconnaître une erreur et réhabiliter toutes les victimes. Sa vie est donc un appel urgent à la vigilance et à l'action citoyenne.
- Octave Crémazie (1827-1879), écrivain et poète canadien
- Albert Dubosc (1874-1956) : industriel et maire de Sainte-Adresse, député de Seine-Inférieure de 1936 à 1940. L'imposante chapelle funéraire de la famille Dubosc est l’une des plus grandes du cimetière.
- Ulysse Guillemard, républicain havrais
- Théodore Huchon (1824-1895), architecte
- Hubert Latham (1883-1912), pionnier de l'aviation. (Division 51)
- Jules-Achille Lecureur
- Raoul Mail, herboriste
- Jean Maridor  (1920-1944), aviateur, mort pour la France, Compagnon de la Libération
- Augustin Normand (1839-1906), ingénieur et constructeur naval
- Césaire-Augustin Oursel
- Félix Paisant
- Frédéric Perquer
- Léon Peulevey
- Émile Renouf (1845-1894), peintre
- Louis Rocquencourt, écrivain
- Antoine Rufenacht (1939-2020), député de la Seine-Maritime, maire du Havre et ancien ministre. (Division 50)
- Jules Siegfried (1837-1922), entrepreneur, député de la Seine-Maritime, maire du Havre et ancien ministre. (Division 51)
- Louis Tessier (1846-1902), compositeur et organiste.
- Jérémiah Winslow (1781-1858), armateur de baleiniers, et son épouse Sarah Norris.

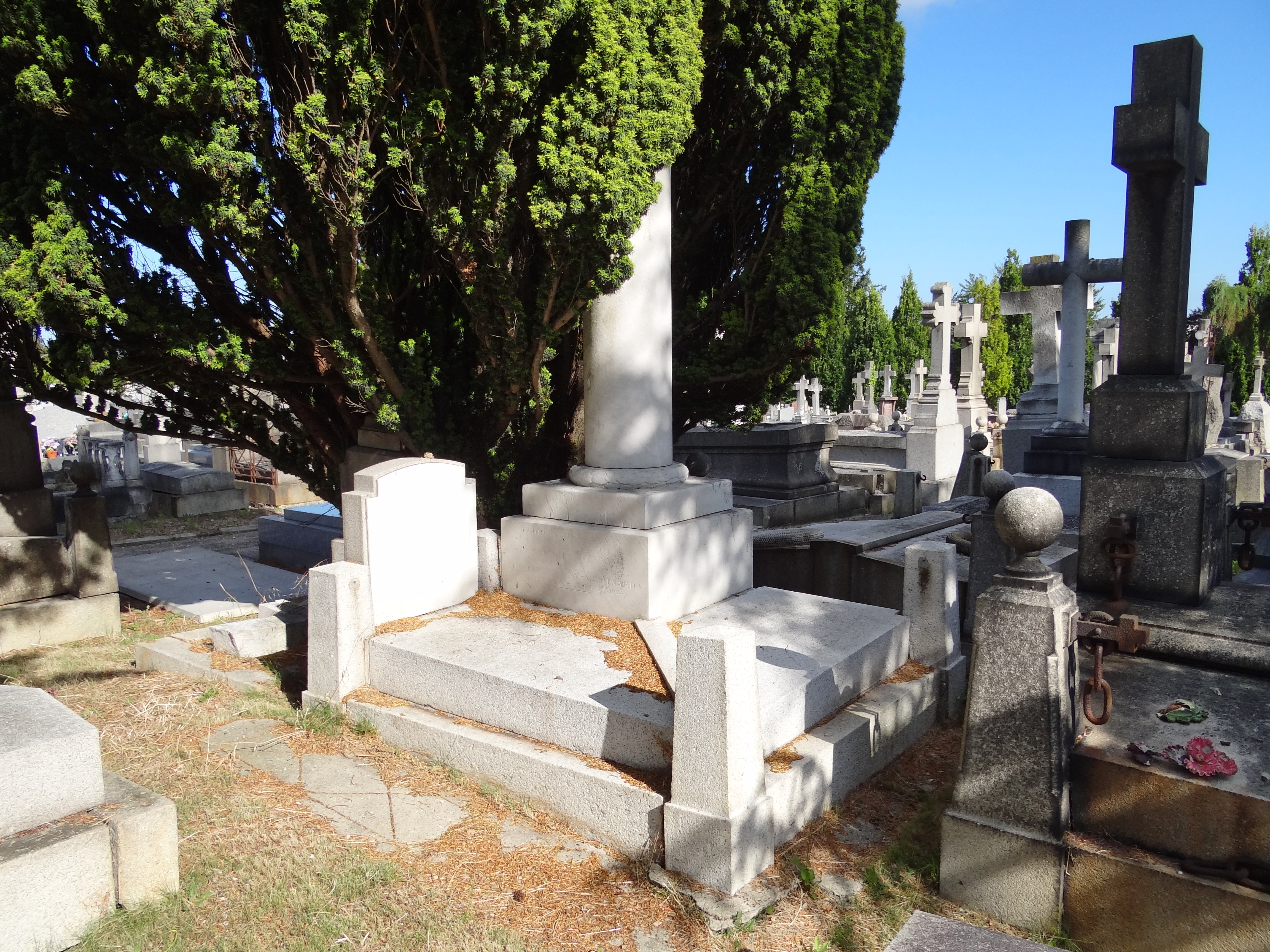
Tombe de Louis Archinard.
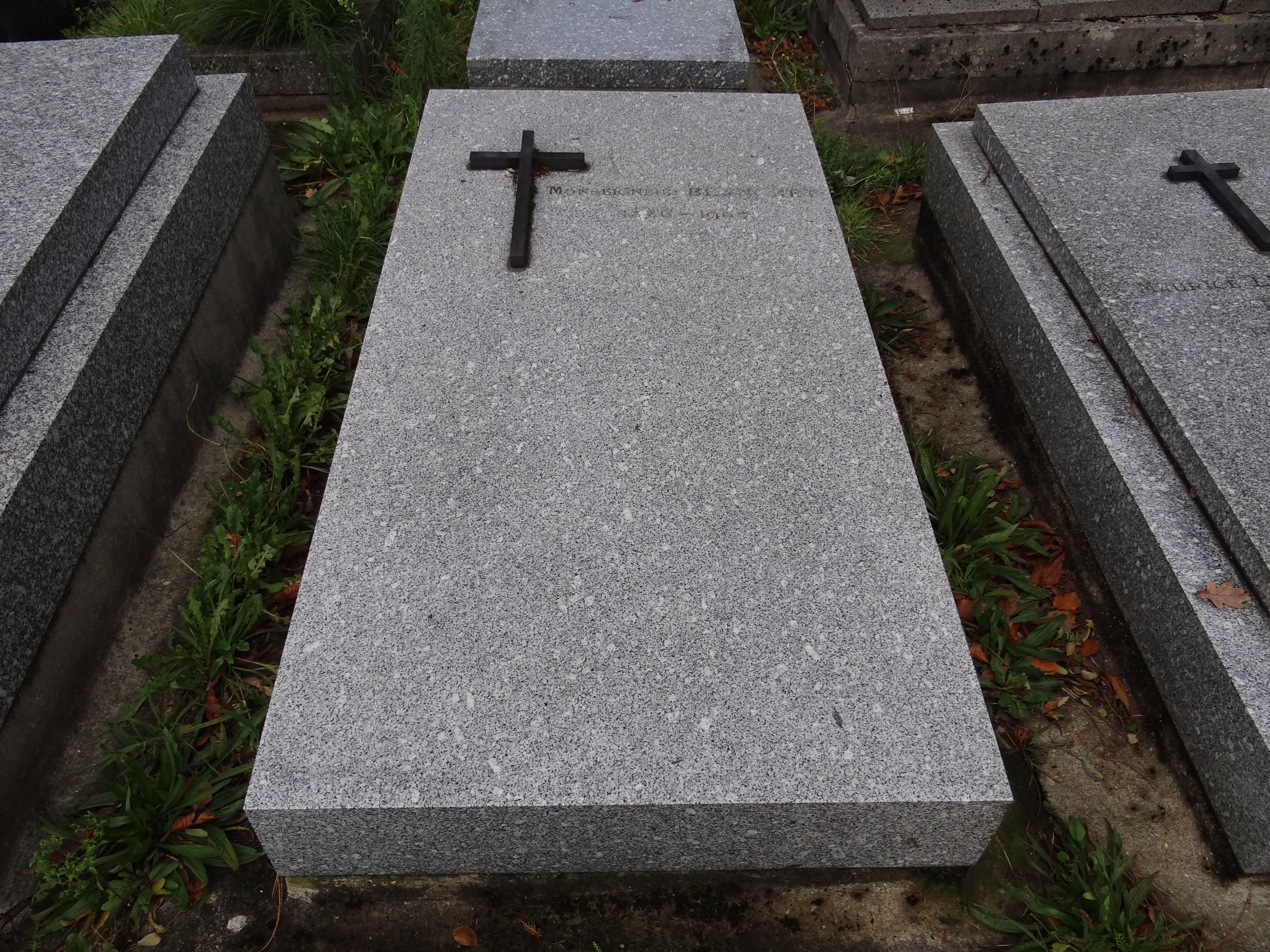
Tombe d'Émile Blanchet.
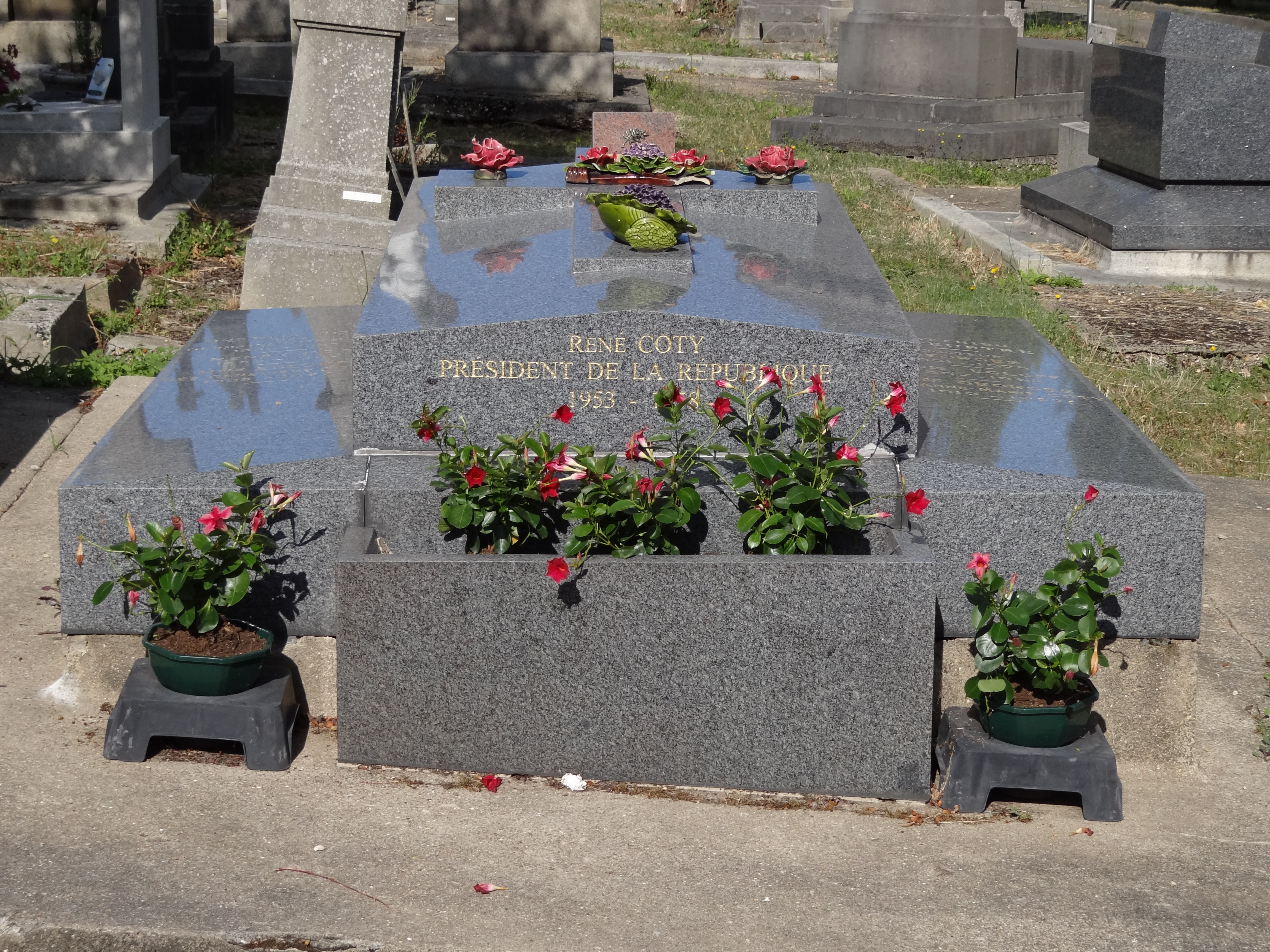
Tombe de René Coty et de son épouse Germaine Corblet.
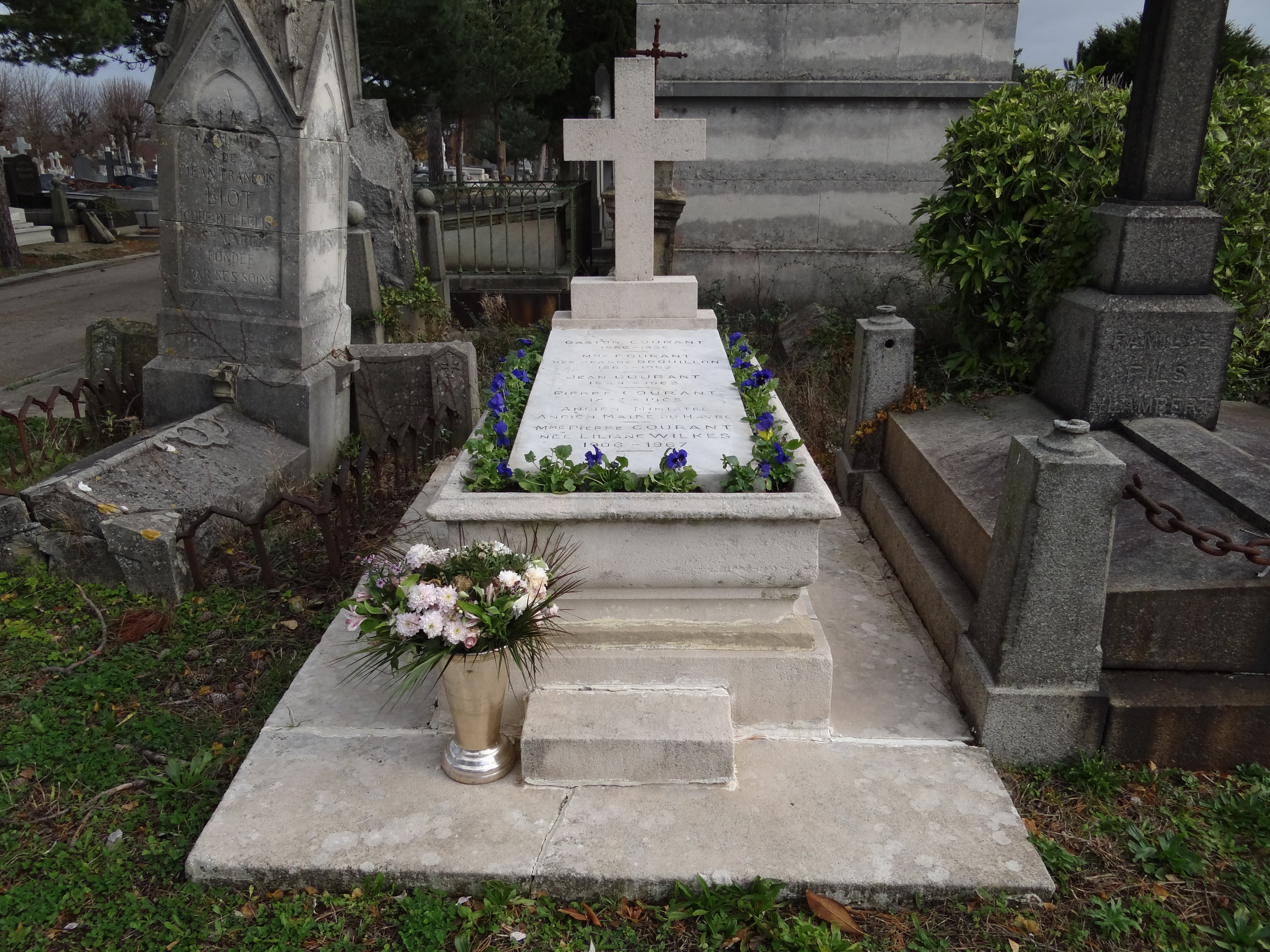
Tombe de Pierre Courant.
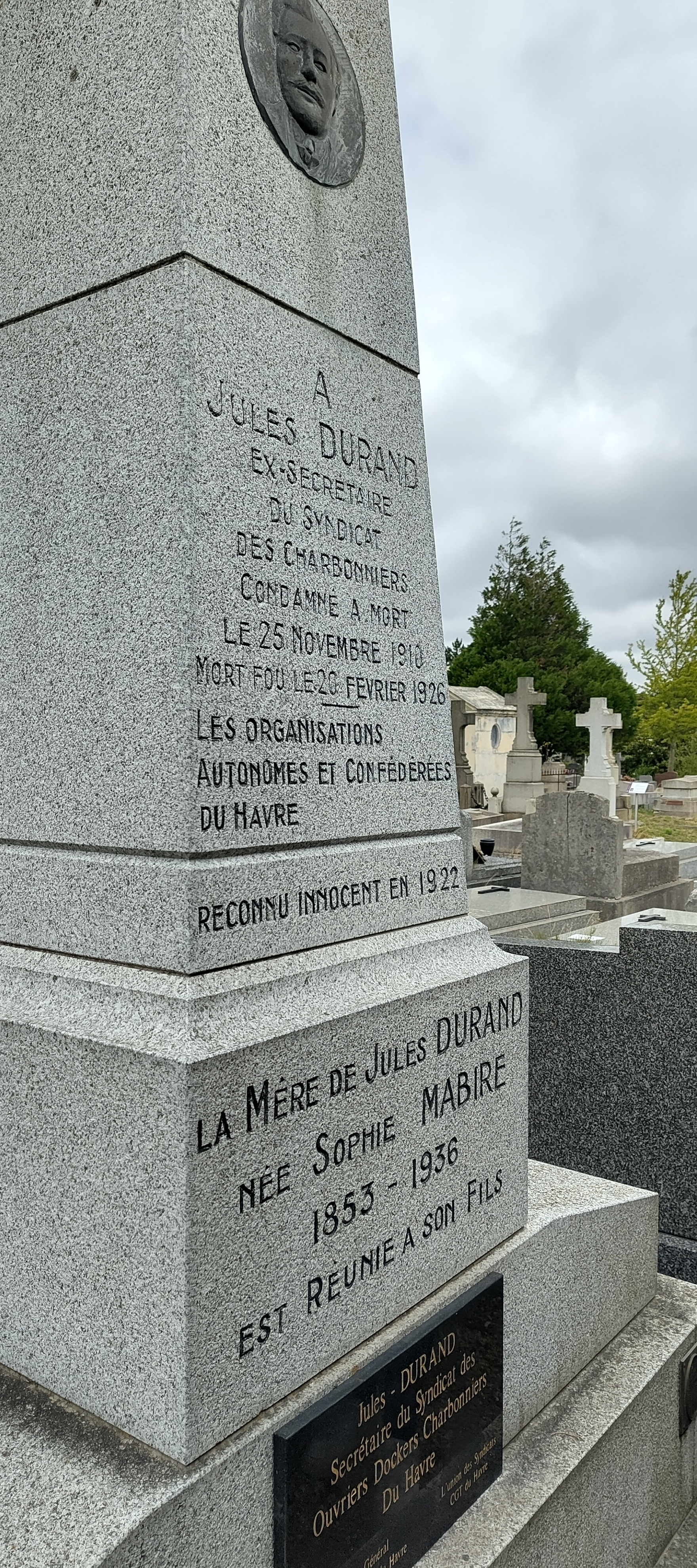
Tombe de Jules Durand.
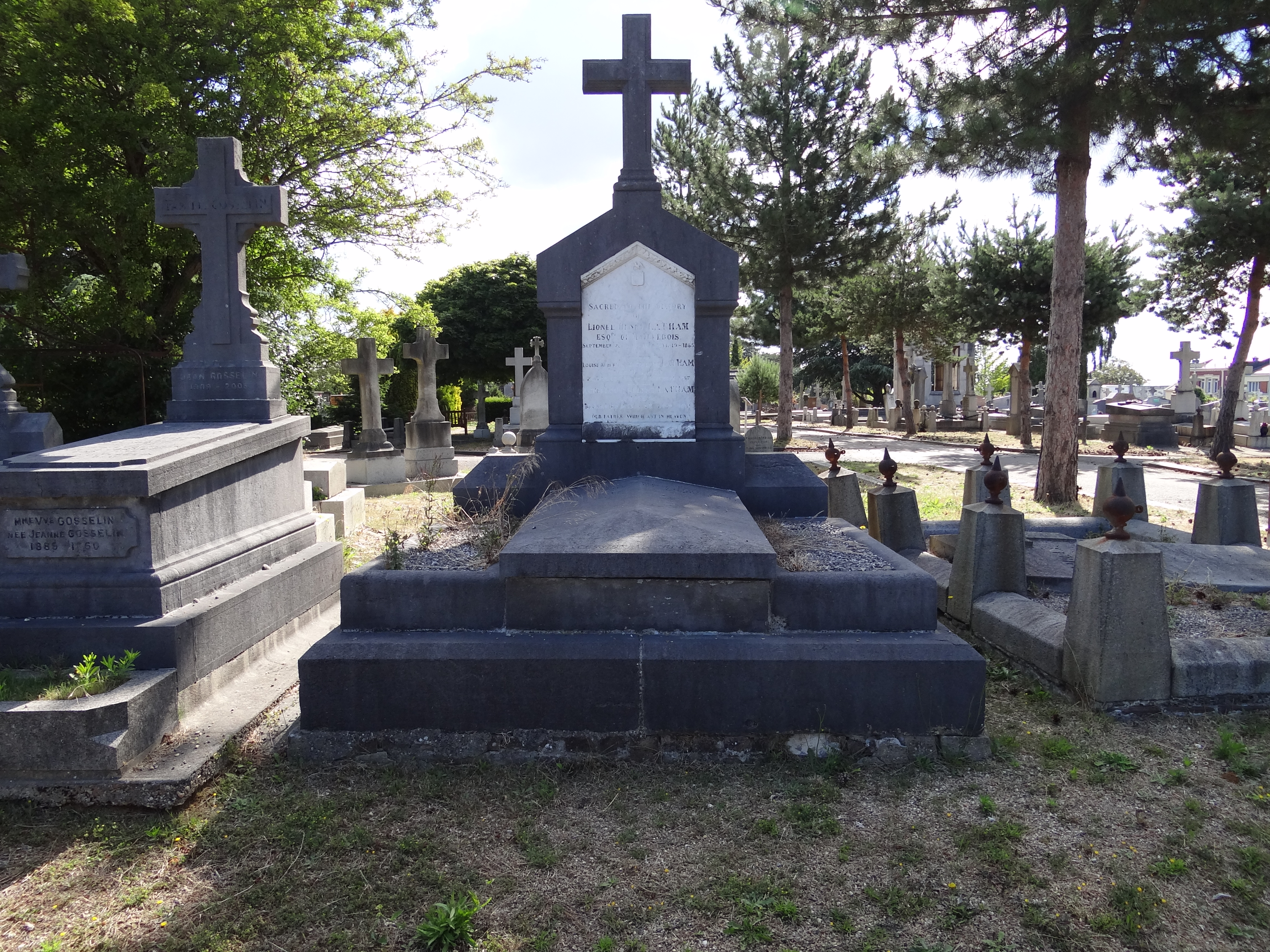
Tombe d'Hubert Latham.
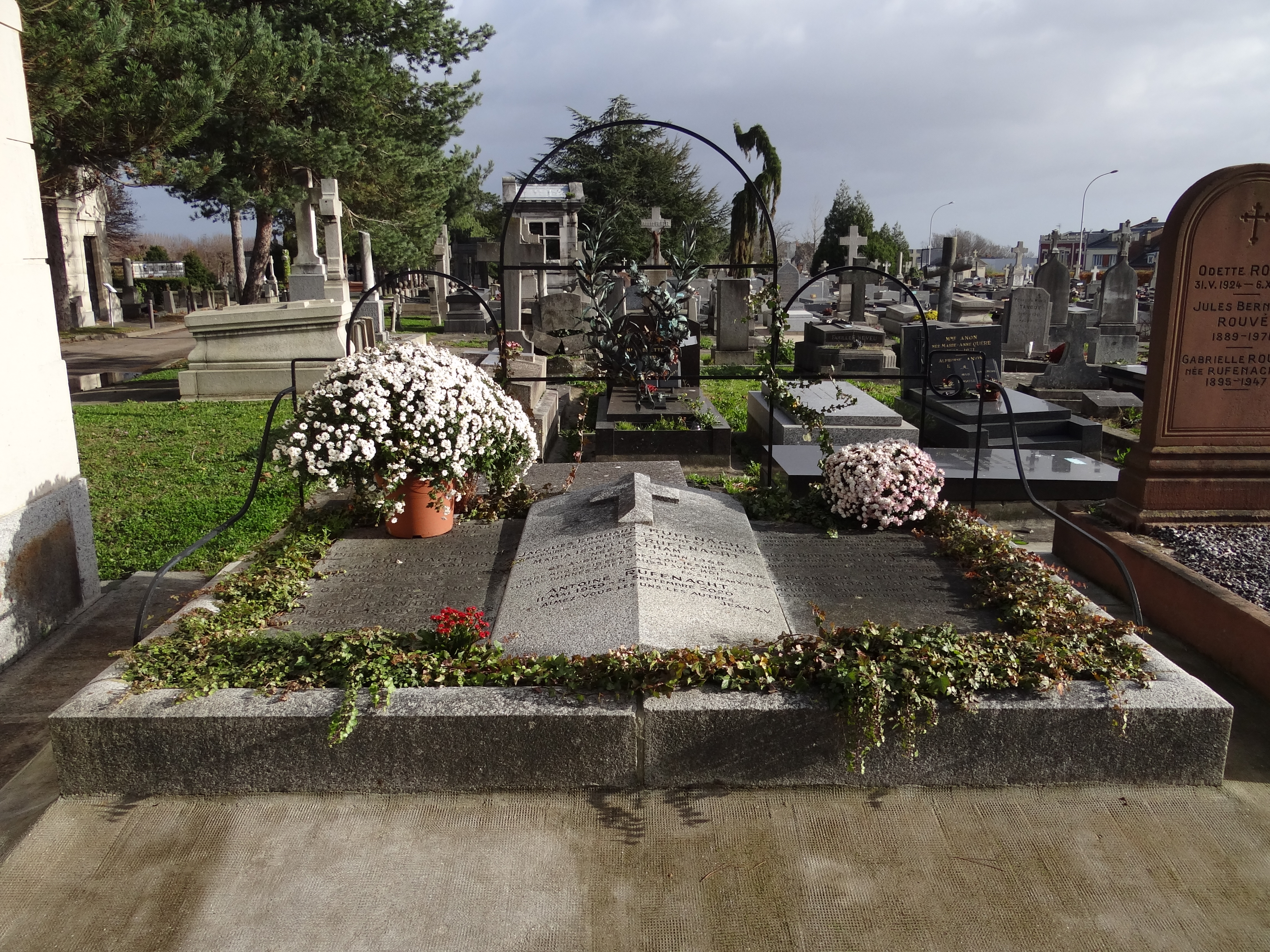
Tombe d'Antoine Rufenacht.
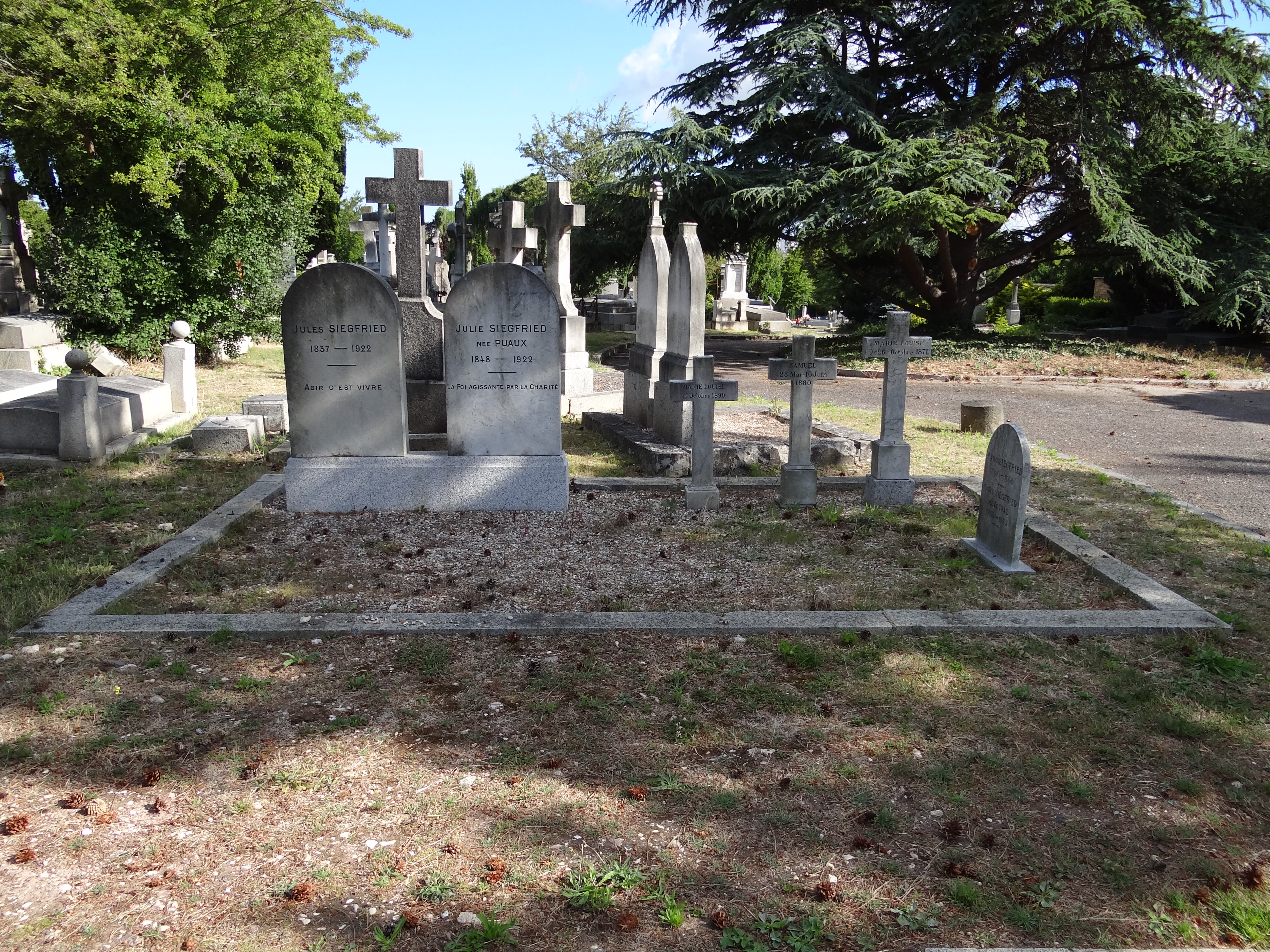
Tombe de Jules Siegfried.